# Bowenia
Bowenia is een geslacht uit de familie Stangeriaceae. De soorten komen voor in de Australische deelstaat Queensland.

## Soorten
- Bowenia serrulata (W.Bull) Chamb.
- Bowenia spectabilis Hook.f.